# Городнянский сельский совет (Черниговская область)
Городнянский сельский совет (укр. Городнянська сільська рада) — входит в состав
Ичнянского района
Черниговской области
Украины.
Административный центр сельского совета находится в 
с. Городня
.

## Населённые пункты совета
- с. Городня